# فرودگاه رزیتا
فرودگاه رزیتا (به انگلیسی: Rosita Airport) یک فرودگاه همگانی با کد یاتا RFS است که یک باند فرود آسفالت دارد و طول باند آن ۱۹۷۵ متر است. این فرودگاه در کشور نیکاراگوئه قرار دارد .

## شرکت‌های هواپیمایی و مقصدهای پروازی
| شرکت‌های هواپیمایی  | مقصدهای پروازی                     |
| ------------------ | ---------------------------------- |
| اویانکا نیکاراگوئه | اوگوستو سزار ساندینو، پورتو کابزاس |